# Begraafplaats van Néchin
De Begraafplaats van Nèchin is een gemeentelijke begraafplaats in het Belgische dorp Néchin, een deelgemeente van Estaimpuis. De begraafplaats ligt aan het einde van de Rue du Patronage op 180 m ten zuidoosten van de dorpskerk (Église Saint-Amand). Ze heeft een rechthoekig grondplan met een oppervlakte van 7.280 m² en is omgeven door een bakstenen muur. De toegang bestaat uit een dubbel smeedijzeren hek tussen twee bakstenen zuilen.
Centraal staat een hardstenen herdenkingskruis voor de militaire en burgerlijke slachtoffers uit de Eerste Wereldoorlog. Er liggen 67 graven van oud-strijders uit de Tweede Wereldoorlog.

## Britse oorlogsgraven
Op de begraafplaats liggen twee perken met respectievelijk 8 en 4 Britse gesneuvelden uit de Eerste Wereldoorlog. Zij sneuvelden tijdens het geallieerde eindoffensief in oktober en november 1918.
De graven worden onderhouden door de Commonwealth War Graves Commission en staan er geregistreerd als Nechin Communal Cemetery.